# Odonticium
Odonticium Parmasto – rodzaj grzybów z rodziny skórnikowatych (Stereaceae).

## Charakterystyka
Grzyby kortycjoidalne o bazydiokarpie rozpostartym, rozproszonym, błoniastym. Hymenofor odontioidalny do hydnoidalnego, zwykle kremowy. System strzępkowy monomityczny lub pseudodymityczny, strzępki z prostą przegrodą, cienkie lub grubościenne, szkliste. Czasami są cylindryczne, cienkie lub z wyraźnymi ściankami, szkliste, gładkie lub inkrustowane cystydy. Podstawki cylindryczne do maczugowatych, z 4 sterygmami i prostą przegrodą bazalną. Bazydiospory cylindryczne do elipsoidalnych, gładkie, cienkościenne, nieamyloidalne.
Odonticium charakteryzuje się hymenoforem odontioidalnym do hydnoidalnego, monomitycznem do pseudodimitycznego układem strzepkowym o strzępkach z prostymi przegrodami, obecnością cystyd u większości gatunków oraz gładkimi, nieamyloidalnymi bazydiosporami.

## Systematyka i nazewnictwo
Pozycja w klasyfikacji według Index FungorumIncertae sedis, Incertae sedis, Incertae sedis, Agaricomycetes, Agaricomycotina, Basidiomycota, Fungi.
Gatunki występujące w Polsce:
- Odonticium septocystidia (Burt) Zmitr. & Spirin 2006

Nazwy naukowe na podstawie Index Fungorum. Wykaz gatunków według źródła.